# الشيخ حسين بن زامل المرادي
الشيخ حسين بن زامل المرادي هو حسين بن زامل بن محمد بن علي بن حصن بن صياد من بني سيف. يُعد أحد أبرز رموز القيادة والوحدة في قبيلة مراد، وممن ساهموا في إعادة توحيدها خلال القرن التاسع الهجري، بعد قرون من التشتت أعقبت الحروب ضد الدولة الزيدية في بداية القرن السابع الهجري.

## النسب والانتماء
ينحدر الشيخ حسين من نسل الشيخ أحمد بن محمد بن الرويه من بني طلية، ومن سلالة فروة بن مسيك الغطيفي المرادي، أحد القادة في صدر الإسلام. ويُعد أصلًا لعدد من فروع القبيلة، منها:
- أحمد بن حسين بن زامل، الجد الأكبر لأسر آل نمران، آل حسين أحمد، آل سيف بن أحمد.
- حسن بن حسين بن زامل، جد آل ضيغم،
- الذين واصلوا دورهم في تعزيز الهوية القبلية والكرامة.

## السيرة الشخصية
ولد الشيخ حسين في محافظة مأرب، بجبل السحل في منطقة الجوبة، وهي من المناطق ذات التاريخ العريق والثقافة القبلية المتجذرة. عُرف منذ صغره بالشجاعة والفراسة، وكان محط احترام أبناء القبيلة، لما تحلّى به من حكمة وعزيمة.

## المسيرة القيادية
بعد تفكك قبيلة مراد عقب حربها ضد الإمام عبدالله بن حمزة في سنة 599هـ، ظل الانقسام سائداً لنحو ثلاثة قرون، إلى أن برز الشيخ حسين بن زامل في القرن التاسع الهجري. امتلك حسًا قياديًا ورؤية وحدوية، فكرّس نفسه لإعادة اللحمة القبلية، ونجح في رأب الصدع وتوحيد الصف، حتى صارت قبيلة مراد تحت راية واحدة. وقد امتد تأثيره إلى توسيع النفوذ الاجتماعي للقبيلة وتعزيز قيم الكرم والشجاعة.

## الاحتفاء الثقافي
تغنّى الشعراء بمآثره، وعلى رأسهم علي ناصر القردعي، الذي كتب في أحدى قصائده:
صبة حسين ابن زامل نسل ثعباني  

حزم الطـرف كابة الوادي وطاعونه  

سلم عليهم بعطر المسك ذي جاني  
وفي بيت آخر يخاطب آل زامل:
كيف الخبر يال زامل وانتوا اخواني  

لا اتفرق الشمل فانتـوا اللي تلمونه  
تُظهر هذه الأبيات الدور المحوري الذي لعبه الشيخ في توحيد القبيلة، وتوصية أحفاده بالحفاظ على ذلك الإرث.

## الإرث والتأثير
ما زالت سيرته تُحكى في مجالس القبائل، وتُستشهد بها في سياق الحديث عن الوحدة والقيادة. ويُنظر إليه كأحد أعمدة مراد، وكرمزٍ أصيل يجسد شموخ القبيلة عبر الأزمنة.